# Anopheles orientalis
Anopheles orientalis este o specie de țânțari din genul Anopheles. A fost descrisă pentru prima dată de Swellengrebel și Swellengrebel de Graaf în anul 1920. Conform Catalogue of Life specia Anopheles orientalis nu are subspecii cunoscute.